# Encierros de Pamplona
Los encierros de Pamplona son una celebración taurina, quizá la más popular y conocida a nivel mundial, de las Fiestas de San Fermín de Pamplona (Navarra, España). En rigor, es un desencajonamiento taurino, es decir, la acción de desembarcar toros de lidia en la plaza de toros,que en el caso de la capital navarra se celebra en dos tiempos (la víspera, llamado «encierrillo», y la madrugada del día de feria, el encierro propiamente). La celebración de este acto nuclear de las fiestas está regulada por una ordenanza municipal del Ayuntamiento de Pamplona que todo vecino y visitante está obligado a conocer y respetar y a la cual acompaña «un régimen jurídico de infracciones y sanciones derivadas del incumplimiento de esas disposiciones».

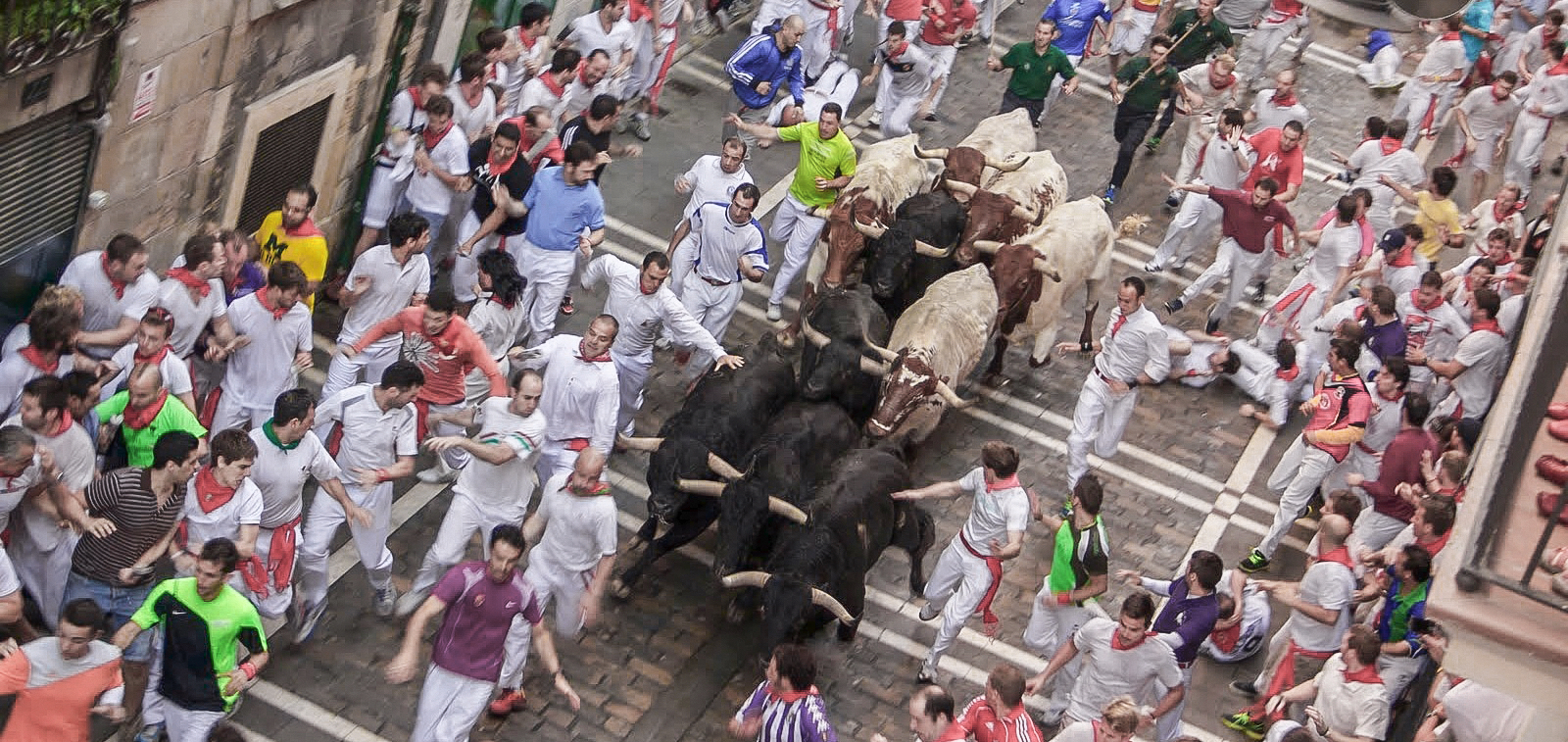
El encierro por la Calle Estafeta (Pamplona). Típica estampa con la manada taurina (toros y cabestros) rodeada de participantes (llamados popularmente mozos o mozas): «Por la Estafeta corre el encierro, enfilando el callejón, mira que el toro viene ligero y te engancha el pantalón. ¡Mozo corre más que te va a coger el toro! ¡Mozo corre más que si no, te pillará!» (una actualización generalista del himno de la Peña Los de Bronce, que sustituye "mozo" por "Bronce").

## Evolución del concepto de encierro
Es importante dejar claro qué se entiende por esta acción taurina: «Un encierro es la conducción de reses bravas a una plaza de toros, donde serán lidiadas y estoquedas». En tauromaquia, el hecho de encerrar a los toros de lidia en los corrales de una plaza es una maniobra de desencajonamiento de los astados para colocarlos en el corral apropiado previo a la celebración de una corrida constituyendo la última etapa del traslado de las reses desde su punto de procedencia.
Inicialmente, durante este último traslado hasta el coso taurino, el mayoral responsable, a caballo, abría la marcha acompañado de un cabestro en cabeza seguido de la manada de toros arropados por otros cabestros en los laterales junto a pastores y vaqueros, a pie o a caballo, que portaban varas y hondas. La población, en algún momento indeterminado, se unía a modo de acompañamiento, e incluso caballeros con garrochas de derribo de forma voluntaria. El hecho de que en algunas localidades se pregonara con las fiestas «mesura por parte de los habitantes en evitación de desgracias, muertes y "aporreamientos"» lleva a considerar que esta costumbre se hiciera tradicional y al atravesar las puertas de la ciudad, «se forzaba entonces la carrera al máximo». En aras a evitar la dispersión de la manada, se cerraban bocacalles y se vallaban espacios amplios desde los cuales los vecinos «hostigaban a la reses gritando», pinchándoles, etc. Con el tiempo esta agresividad se fue mesurando para evitar que llegara «el ganado estropeado a consecuencia del encierro.»

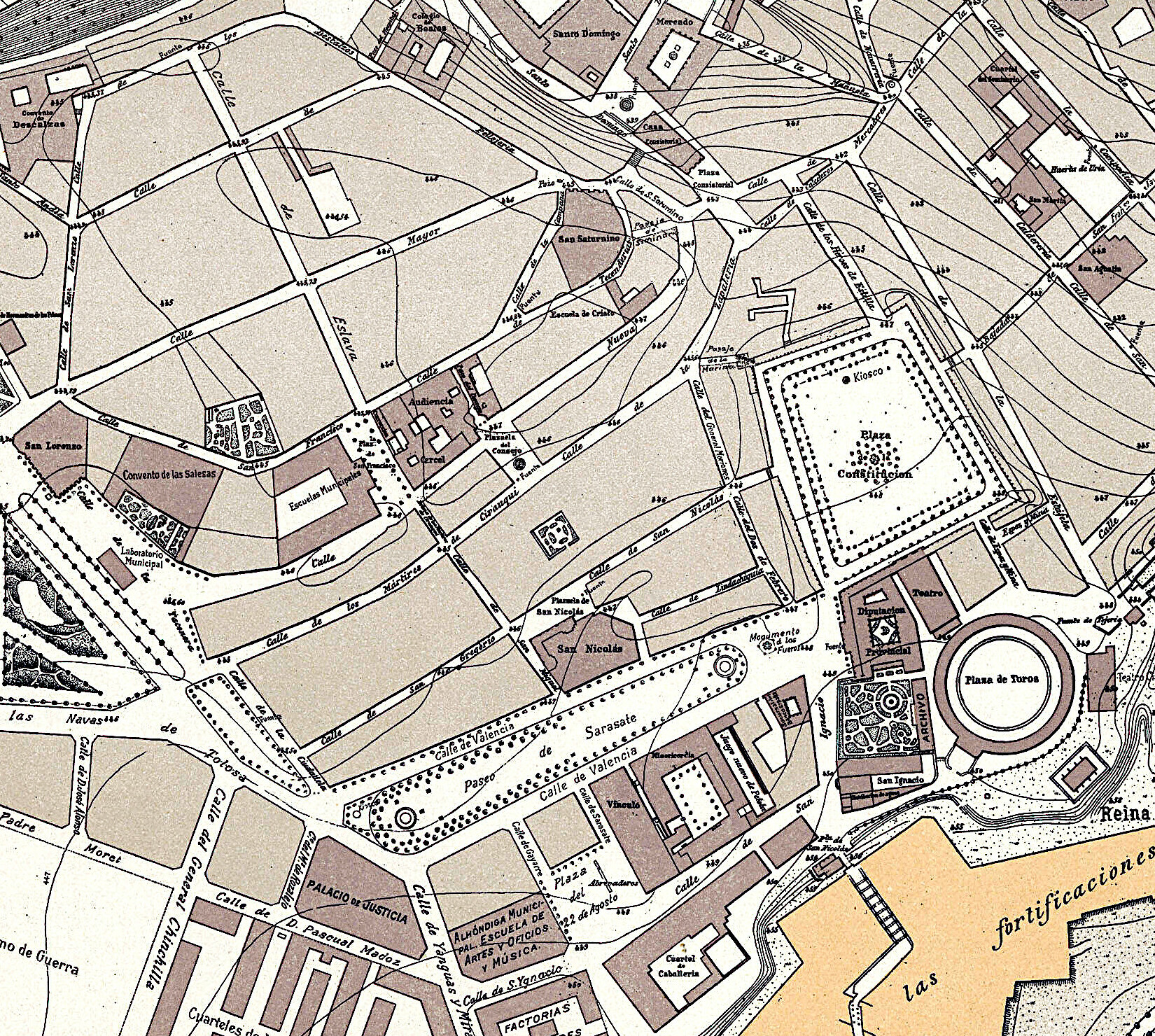
Detalle del Plano de Pamplona de 1882, elaborado por Dionisio Casañal y Zapatero donde se muestra la ubicación de la plaza de toros vieja (abajo, a la derecha), y el Portal de San Nicolás (más abajo y más a la izquierda de la plaza).

## Historia del encierro

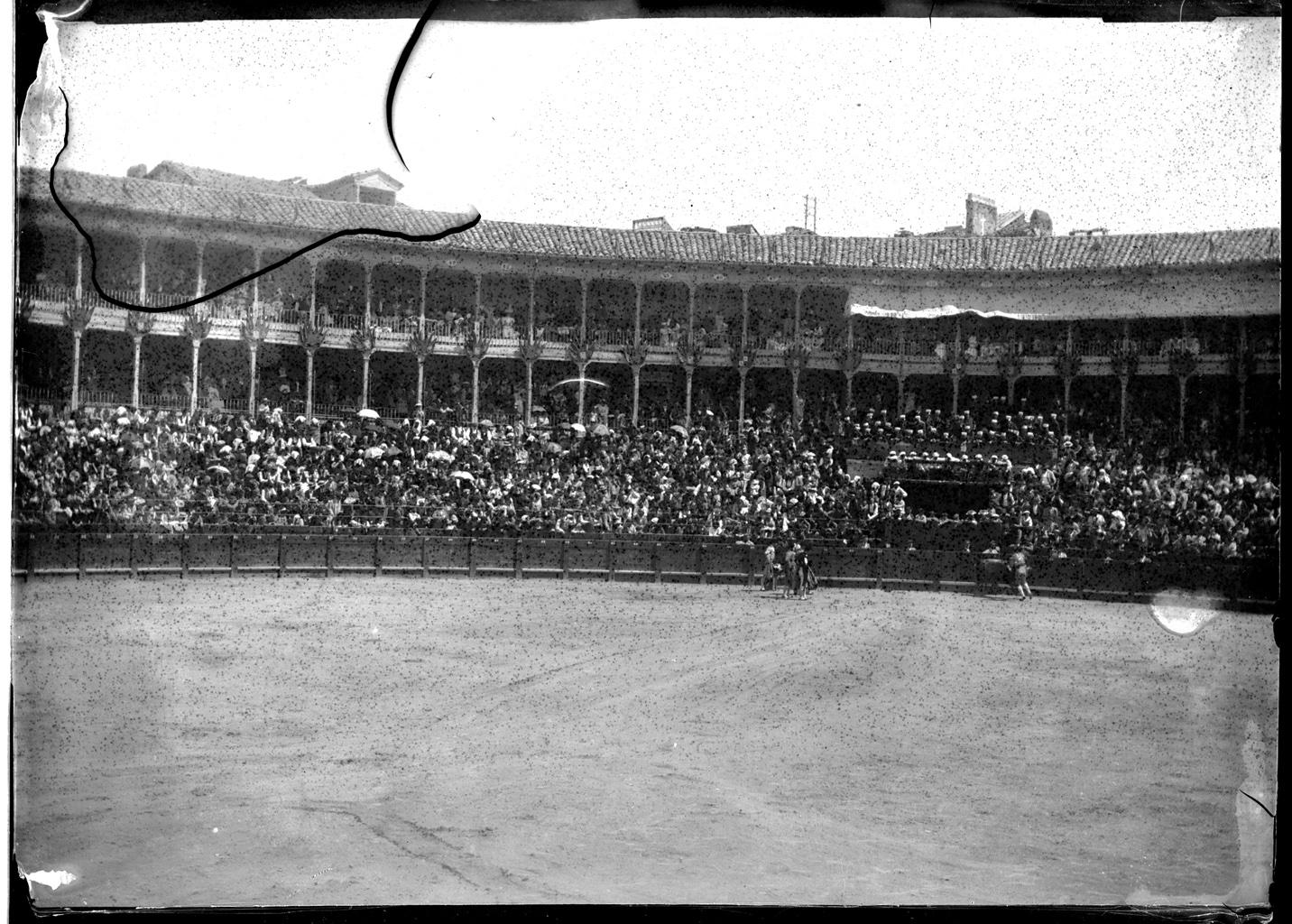
Corrida en la antigua plaza de toros. Foto de Julio Altadill.

El traslado de toros desde las dehesas de crianzas ha sido históricamente una cuestión bastante documentada. Igualmente en Pamplona, y Navarra, gracias a la documentación conservada en sus archivos (en especial el Archivo Real y General de Navarra y el Archivo Municipal de Pamplona), se tienen noticias desde el siglo XV de celebraciones taurinas donde «sus ediles no se doblegaban ante circunstancias prohibitivas, e, impávidos, arrostraban embargos y sanciones por oponerse a lo ordenado por las autoridades estatales.»
Es importante conocer el dato de las distintas plazas de toros habidas en Pamplona que han condicionado el trazado seguido, en esencia, en este traslado de ganado bovino desde las afueras de la ciudad hacia el interior de la misma, más cuando ha sido, hasta finales del siglo XIX, una plaza fuerte cuyos puntos de acceso eran reducidos. Siendo la plaza del Castillo también el primer coso taurino conocido, lo más lógico es que el acceso a la antigua ciudad hubiera sido por el portal de San Nicolás, situado en la actual avenida de San Ignacio, muy cerca de la basílica homónima. Sin embargo, «la disposición arquitectónica de las calles adyacentes y la necesidad periódica de cierre de la Plaza del Castillo, con la construcción de estrados para la asistencia de los tres estados del Reino, condicionó el empleo del portal de Rochapea.» Por el uso y la costumbre esta «tradición había convertido en ley aquel portal y se consagró como recorrido: Portal de Rochapea, Calle de Santo Domingo, Plaza de la Fruta, Calle del Chapitel y Plaza del Castillo.»
Antes del siglo XIX era habitual que las diferentes manadas que habrían de participar en las ferias sanfermineras se apacentarán en sotos cercanos a la capital navarra como el Soto del Sario, Soto de Esquíroz o el Soto de Salinas, situados al sur de Pamplona, a orillas del río Sadar. En la época, «pastores, astados, hierbas y aguas, costaban abundantes ducados al ayuntamiento pamplonés, quien sin escatimar estipendios disponía las cosas para no malgastar tiempo y dinero» haciendo que este proceso durara escasos días.
Con la llegada del siglo decimonónico, la plaza del Castillo muestra dificultades para su uso taurino ya que, durante dos meses, quedaba cerrada al uso de los vecinos de una ciudad encerrada tras un recinto amurallado sin apenas espacios públicos. A partir de 1803, tras reiteradas solicitudes al monarca pidiendo «autorización para construir coso taurino fijo», el entonces virrey de Navarra, Pedro Agustín Girón, marqués de las Amarillas, «comunica la concesión del Real permiso en terrenos de la Taconera» pero, siendo terreno bajo jurisdicción militar, se hace inviable su construcción. Desde 1830 será habitual primero la construcción de plazas estables de madera «sobre el espacio actualmente entre la calle Estella, Sancho el Mayor y la avenida de San Ignacio» durante cuyo período, los encierros entraban por el Portal de San Nicolás y giraban a la derecha para acceder al ruedo. Esta situación duró hasta 1851. Esta primera plaza fija ocupaba cuatro robadas. El proyecto de construcción lo firmó José de Nagusía. En 1849 conoció la quinta y última feria taurina.En 1850 se instaló una plaza de toros portátil sobre el espacio actualmente ocupado por la plaza del Vínculo. Ese año los toros, tras cruzar el portal, giraban a la izquierda.
Entre mayo y julio de 1851 se demolió la plaza y para agosto de 1852 se había levantado la segunda plaza de toros fija de Pamplona en base a un plano de Mariano José de Lascuráin, arquitecto de la Diputación Foral de Guipúzcoa. Se ubicaba en el mismo solar que la anterior. Posteriormente se la llamó a esta como la plaza vieja de Pamplona cuando en 1922 se levante la actual llamada la plaza nueva. Estaba ubicada al principio de la avenida Carlos III, detrás de la plaza del Castillo, entonces aún cerrada por su costado meridional. Aún, hasta 1855, se continuó entrando por el Portal de San Nicolás. Cuando se decidió cambiar el recorrido al Portal de la Rochapea se generó en la ciudad una viva polémica por el nuevo trazado del encierro entre partidarios de seguir haciéndolo desde el Portal de San Nicolás (lo cual sería unos pocos metros) o volver a hacerlo desde el Portal de la Rochapea, que finalmente prevaleció aun a costa de una oleada de protestas de vecinos afectados que solicitaban su anulación.
Sería en 1856 cuando se atravesó, por primera vez, la calle Estafeta. Así sería hasta 1860. Como la polémica del trazado seguía viva, se volvió en 1861 a usar la entrada de San Nicolás hasta que en 1867 se fijó definitivamente la entrada por la Rochapea.

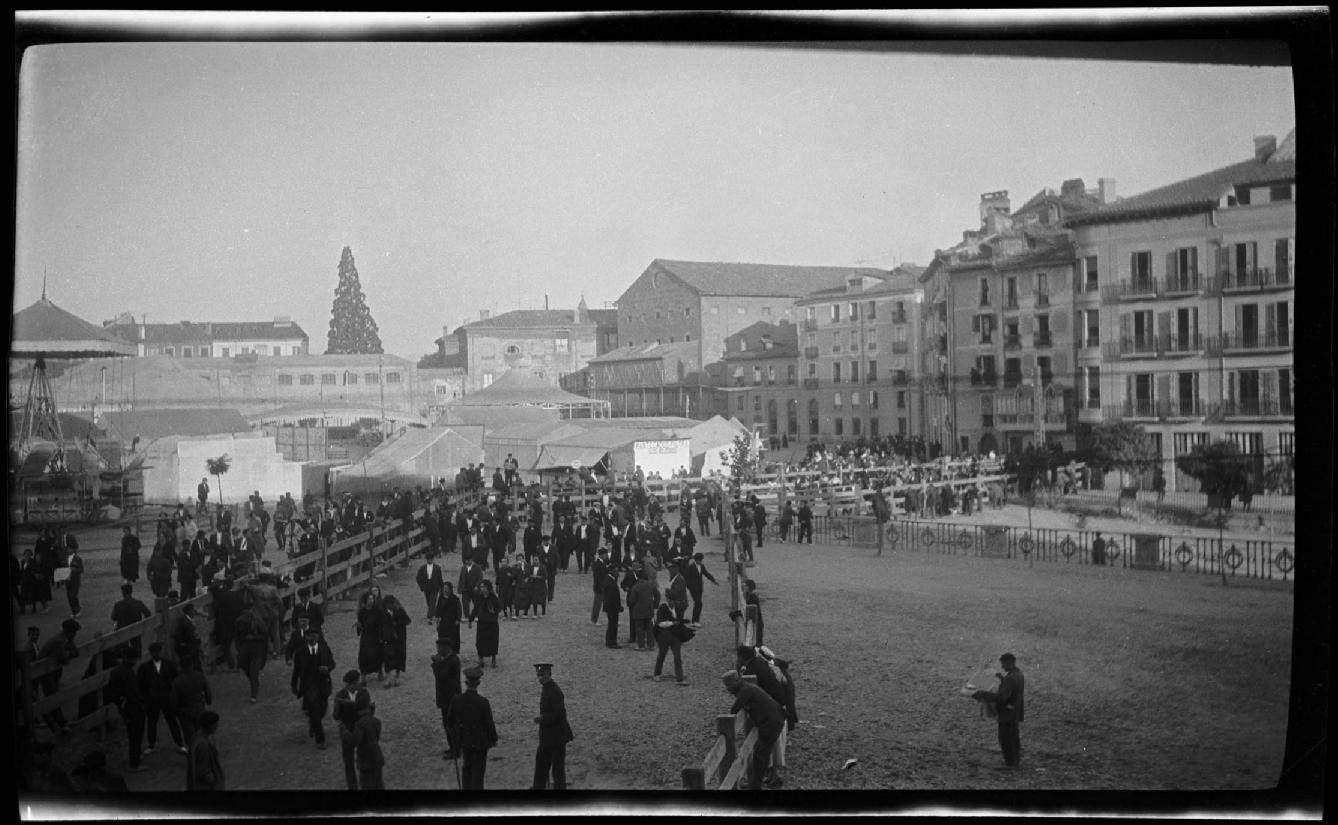
Las ferias y el recorrido del encierro hasta la entrada de la nueva plaza de toros. Foto de José Belzunce González. Al fondo se observa el Palacio de Navarra (se observa la secuoya a la izquierda y el edificio antiguo del Archivo de Navarra) y el antiguo Teatro Gayarre antes del cambio de su ubicación, cerrando aún la cara sur de la Plaza del Castillo.

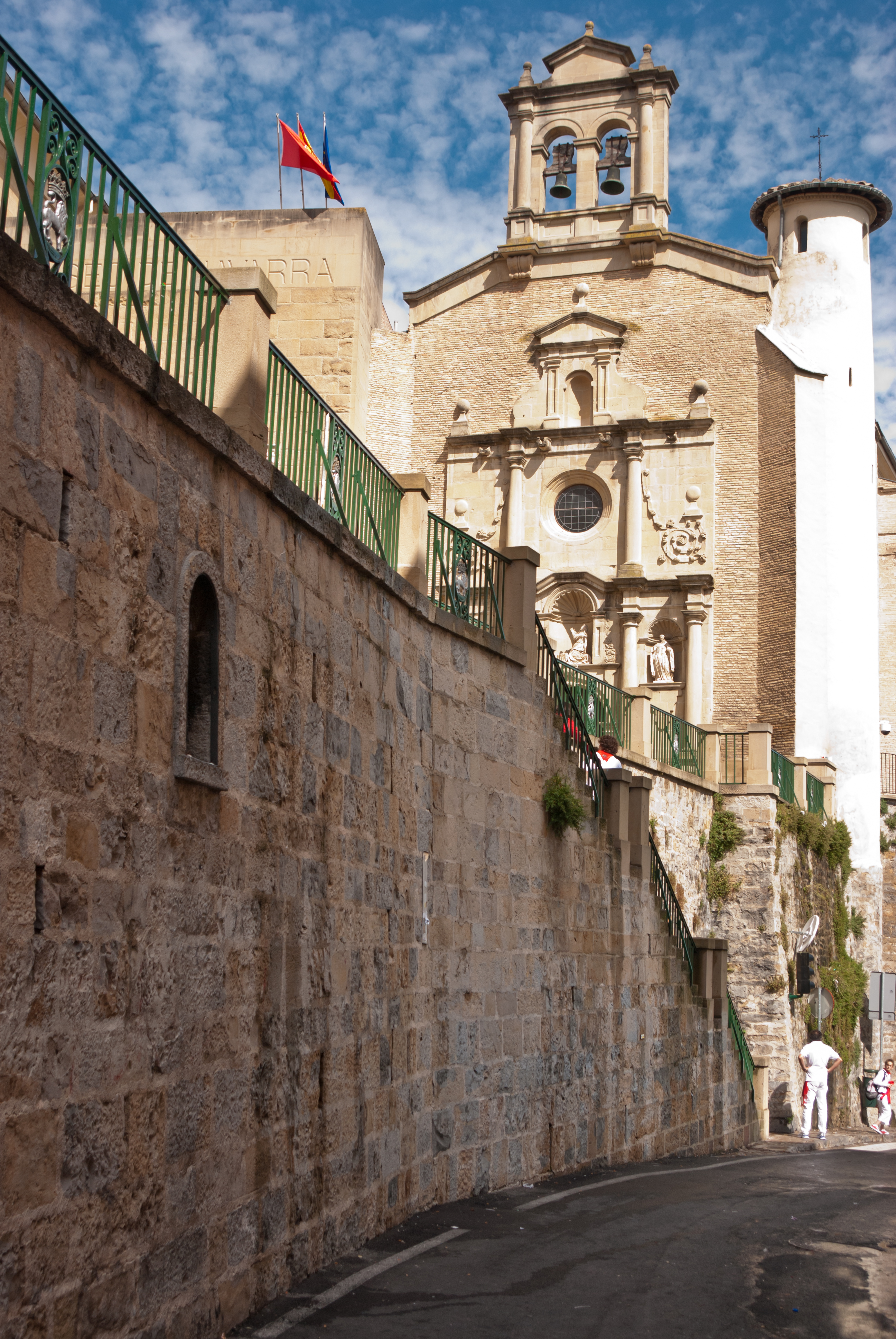
La Cuesta de Santo Domingo es uno de los tramos de la carrera, muy conocido por los cánticos al santo antes de los encierros.

## Descripción del encierro
En esencia, y en general, al igual que los encierros celebrados en otros lugares, consiste en la introducción de los toros procedentes de un lugar retirado (dehesas, corrales, etc.) y distante en los corrales de la plaza de toros. En el caso específico de Pamplona, desde hace décadas, se refiere al recorrido realizado en este traslado (entre 846,60 y 876,60 m) desde los corrales situados al inicio de la Cuesta de Santo Domingo, donde confluye con la calle Bajada del Portal Nuevo, hasta la plaza taurina, situada al inicio del Segundo Ensanche de Pamplona, tras recorrer un trazado fijado, y tradicional desde la construcción de la actual plaza (1922). Antes, en la parte final, cambiaba ligeramente su trazado ya que la anterior plaza de toros se localizaba al principio de la actual avenida Carlos III.

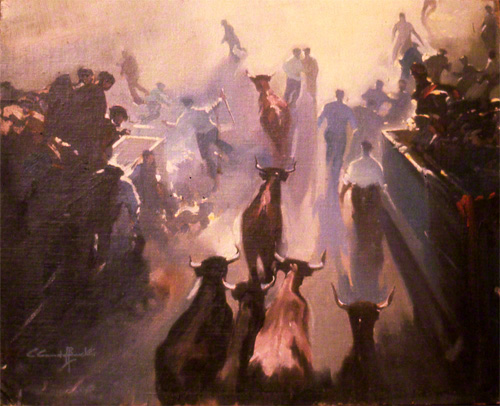
Pintura al óleo de Claude Buckle que muestra los encierros de Pamplona. La instantánea muestra el momento de la entrada de la plaza de toros, al final del encierro, con toros y gente mezclada.

## Trazado del encierro
Históricamente el trazado del encierro ha variado por varias razones como han sido, fundamentalmente, el lugar de origen (corrales y dehesas en los alrededores de la ciudad) y el lugar de destino (las diferentes plazas de toros con que ha contado Pamplona).
El trayecto del encierro se verifica desde la mencionada calle de Santo Domingo (280 m), también llamada la Cuesta de Santo Domingo, hasta el final, girando a la izquierda hacia la plaza Consistorial y la calle Mercaderes (100 m), girando algo más de 90º hacia la calle Estafeta, en la curva de Mercaderes, para recorrer esta calle al completo (315 m) y enlazar, brevemente, con el llamado tramo de Telefónica (100 m) realmente formado por el inicio de la calle Amaya, en el cruce con la calle Duque de Ahumada y la popularmente llamada Cuesta del Labrit (calle Juan de Labrit), donde atraviesan un tramo que embocan en el llamado callejón (25 m) que da acceso al coso taurino.

## Horario del encierro
Este traslado se celebraba anteriormente al alba de cada día de feria (a las seis de la mañana, hora solar) aunque en la actualidad, desde 1990, la hora oficial se cambia a las ocho de la manaña. Todavía quedan en el folclore navarro unas jotas navarras que aluden a las anteriores horas que dicen:

El que se levante para las seis

delante los toros correrá.

San Fermín que todo lo ve

le bendecirá, le bendecirá.
Levántate, pamplonica,

levántate y pega un brinco,

que acaban de dar las cinco

y el encierro es a las seis.

## El encierrillo
Parte esencial del encierro de Pamplona es el llamado encierrillo que se celebra cada víspera de un encierro consistente en el traslado desde los corralillos del Gas hasta los corrales de Santo Domingo, un recorrido cuyo trazado esencial (unos 440 m) se realiza partiendo desde unos recintos permanentes situados junto al río Arga, adyacentes al Club Náutico de Remo de Navarra, cruzando el Puente de Curtidores o de la Rochapea y girando 90° a la izquierda para subir la calle Bajada del Portal Nuevo en cuyo final se localizan los corrales de Santo Domingo. Este traslado, al caer el día, se realiza sin corredores, salvo los pastores, aunque con la presencia de numerosos espectadores que deben mantener un riguroso y obligado silencio para no alterar al ganado. También, a diferencia del encierro, son toques de clarín, no cohetes, los indicadores acústicos que alerta a todo el mundo, participante y observante, de que se inicia y finaliza el traslado bovino.

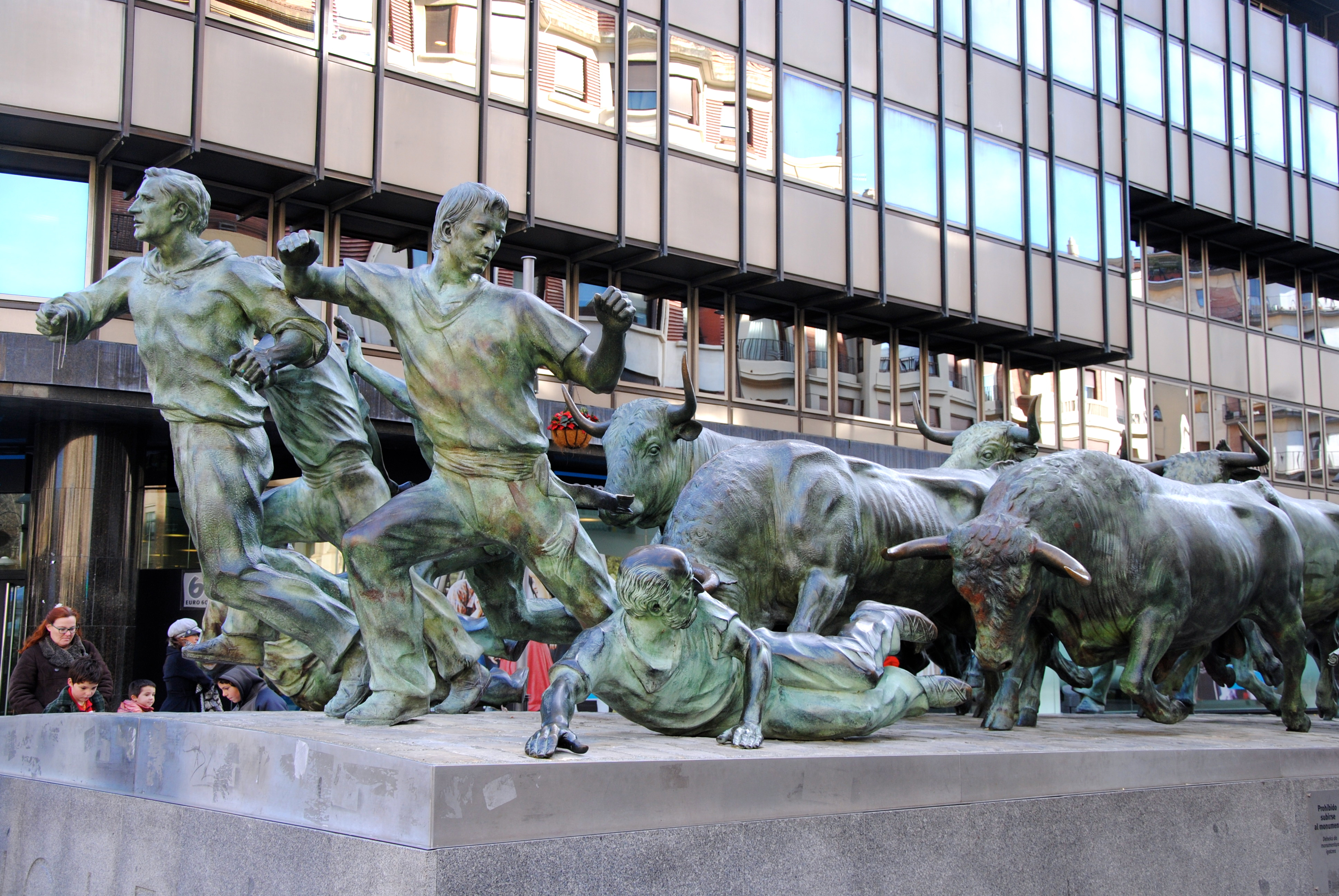
Monumento al Encierro por Rafael Huerta en Pamplona.

## Duración del encierro

### Cohetes, señales importantes a observar
En rigor, la duración del encierro viene marcada por sendos cohetes lanzados antes y después, en función de que toda la manada esté ya dentro de los corrales, especialmente al final del recorrido. Pero durante el encierro también se disparan otros cohetes por lo que resulta imprescindible llevar la cuenta para entender la naturaleza del aviso implícito a su explosión.
Siendo más precisos, previamente se lanza más de un cohete para ir avisando a toda la población de la inminente suelta de reses breves por el casco urbano de la ciudad. Cuando se abren los corrales de Santo Domingo se lanza otro cohete al que le sigue, casi siempre de forma inmediata, otro más indicando que ya ha salido el último toro de la manada.
Igualmente, la finalización del encierro la marca el cohete lanzado desde los corrales del coso taurino con la misma finalidad, avisar a la población de que las reses bravas ya están recogidas y es segura la circulación por su recorrido. Es la señal para habilitar el tránsito peatonal a todos los vecinos (no solamente a los corredores participantes) por el trazado establecido para su celebración.
En la actualidad, como informa el art. 3 de la ordenanza municipal: 

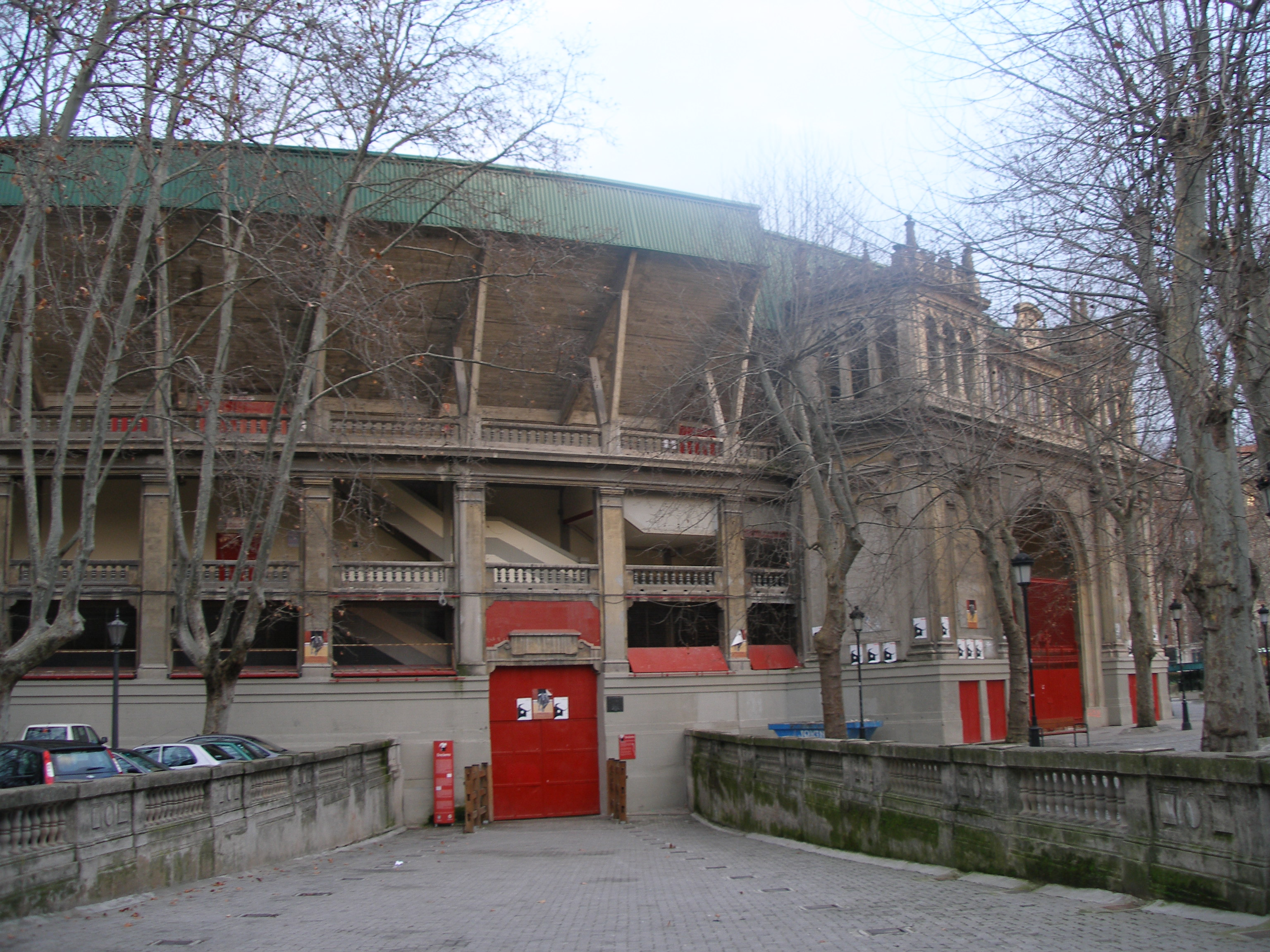
Exterior de la Plaza de Toros de Pamplona. En primer plano, la puerta del callejón, por donde entran los corredores y toros en los encierros y meta de la carrera.

«Todos los encierros darán comienzo a las 8 horas, salvo causa de fuerza mayor. Se disparará un cohete cuando se abre la puerta de los corrales de Santo Domingo, otro cuando sale el último toro de ellos, un tercero cuando los toros se encuentran en la plaza y el cuarto cuando el último toro entre en los corrales de la plaza.»

## Elementos del encierro

### El vallado
Todo el trayecto tiene instalado un vallado (o dos) para evitar la salida del recorrido de la manada, especialmente en espacios abiertos y en bocacalles. También el recorrido del encierrillo tiene su vallado. Su instalación se inicia a finales del mes de junio y está compuesto por 900 postes verticales y unos 2.700 tablones horizontales. El material, madera de pino y madera de olmo, en algunos casos contiene piezas con más de 100 años de antigüedad. Se cuenta con una brigada de carpinteros de unos 40 miembros que abren y cierran a diario los tramos que impiden la circulación y el tránsito tanto peatonal como rodada.
Menos conocido para el visitante sea la existencia de puertas de cierre repartidas por el trayecto que, según transcurre la manada, a efectos de evitar sorpresas y riegos mayores, son cerrados para que ninguna res vuelva sobre sus pasos.
El vallado se comenzó a usar en Pamplona en 1776. Antes de ello se cerraban las bocacalles con palios o mantas colgadas como un telón. Posteriormente, y como siguen haciendo en muchas localidades donde se celebran encierros, se colocaba un solo vallado. Pero en Pamplona son varios los tramos donde se establece un doble vallado por motivos de seguridad, entre otras razones, además de permitir con ello la ubicación de sanitarios, policía y periodistas acreditados en primera línea. Fue en 1941 cuando se empezó a instalar motivado por los incidentes de 1939 cuando un toro (llamado Liebrero) rompió el vallado (único entonces) y se salió del encierro corneando gravemente a una señora.

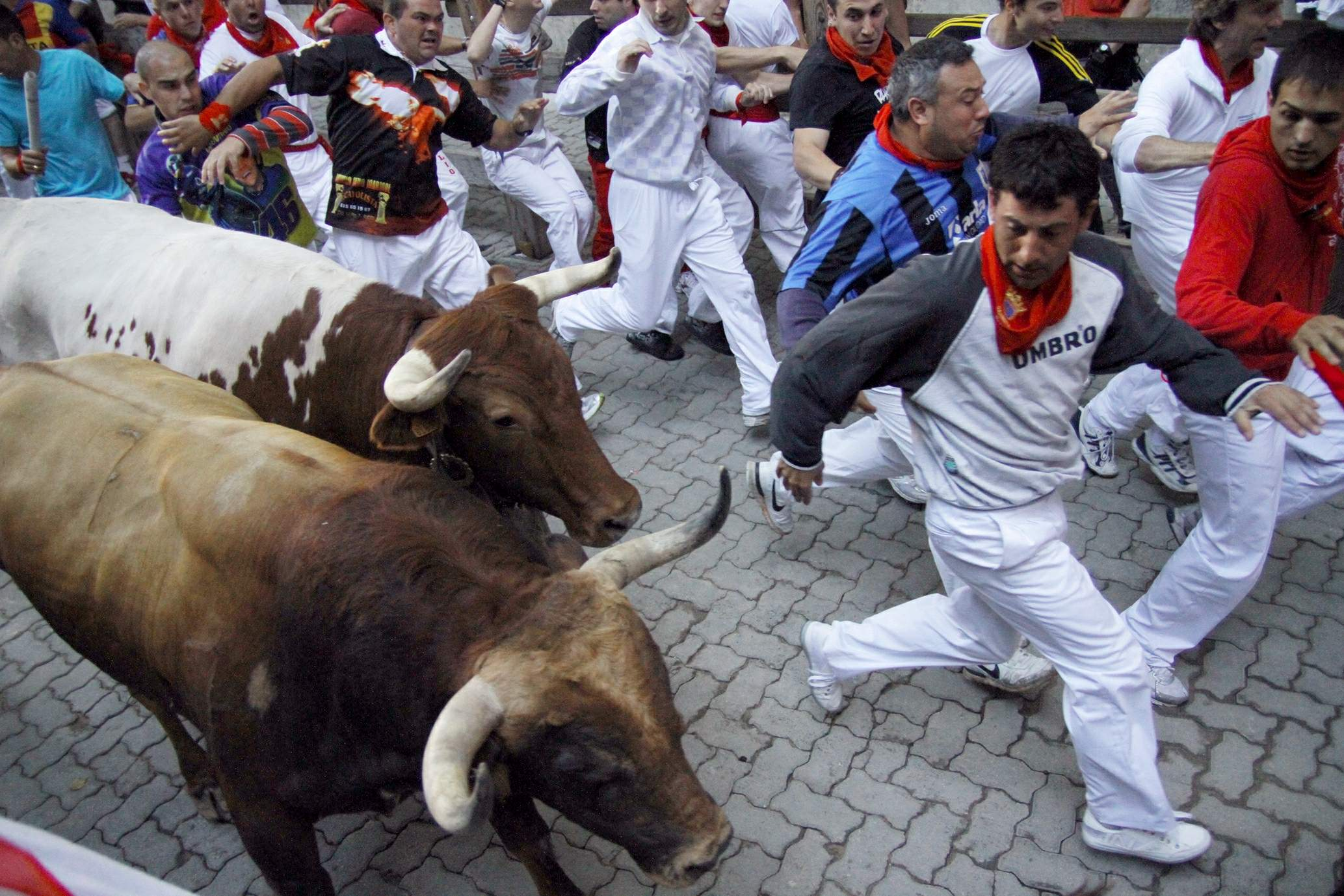
En la imagen se observan a parte de la manada (un toro royo y un cabestro) con un mozo (participante o corredor) buscando su hueco delante de los astados.

### La manada
Está formada tanto por toros bravos o toros de lidia (no se admiten «reses que hayan sido previamente toreadas»), como cabestros (un mínimo de tres según lo establecido en el art. 88 del Reglamento de Espectáculos Taurinos de Navarra). Pero también deben considerarse a los pastores que, en riguroso turno, van participando durante todo el trayecto con la finalidad de evitar, principalmente, que las reses se vuelvan sobre sus pasos generando graves riesgos para los participantes. No faltan corredores inexpertos que, desde las traseras de los toros, azuzan a los mismos provocando esta situación. Es por ello que, en ocasiones, la respuesta de tales pastores, armados con una larga vara por motivos de buen desempeño de su tarea, sea hacia tales situaciones de carácter contundente ante la sorpresa del vareado que desconoce la gravedad de su acción al poner vidas humanas en alto riesgo. El reglamento es claro:

No se permitirá en ningún espectáculo herir, pinchar, golpear, sujetar o tratar de cualquier otro modo cruel a las reses. Asimismo estará prohibido citar o llamar la atención de las reses cuando ello suponga crear situaciones de riesgo.

Como se afirma en la Gran Enciclopedia de Navarra sobre la importancia del agrupamiento de la manada durante la carrera:

«Cabe asegurar que si los toros van hermanados, unidos y agrupados por numerosos cabestros, la peligrosidad es relativa, al tratarse de una “masa” de animales inmersos en un ambiente hostil del que se esfuerzan por huir; pueden atropellar sin embestir. Por el contrario, si los cornúpetas se desligan entre sí, se ocasionan trances de suma peligrosidad, al reaccionar el animal instintivamente, defendiéndose sin apoyarse en sus congéneres, al prescindir del espíritu gregario propio de los bóvidos, que determina conductas conjuntas contra estímulos ambientales que intuyen peligrosos.»

### Los corredores
Son elemento esencial y su actitud coadyuva a una celebración del evento totalmente festiva, o no. Los veteranos y buenos conocedores del acto, entienden de la trascendencia de lo que acontece y buscan un hueco para realizar lo que en el argot de los encierros se llama una carrera limpia, es decir, colocarse lo más cerca de las astas de la res brava y, sin tocarla, realizar una carrera durante la mayor distancia posible. No hay que obviar que la resistencia, fuerza y velocidad de cualquiera de estas reses es mayor a la de cualquier participante por lo que es materialmente imposible que un corredor pudiera realizar todo el trayecto. Por ello, cada uno elige un tramo, según sus preferencias y hábitos, incorporándose a la carrera según transcurra por el lugar elegido.

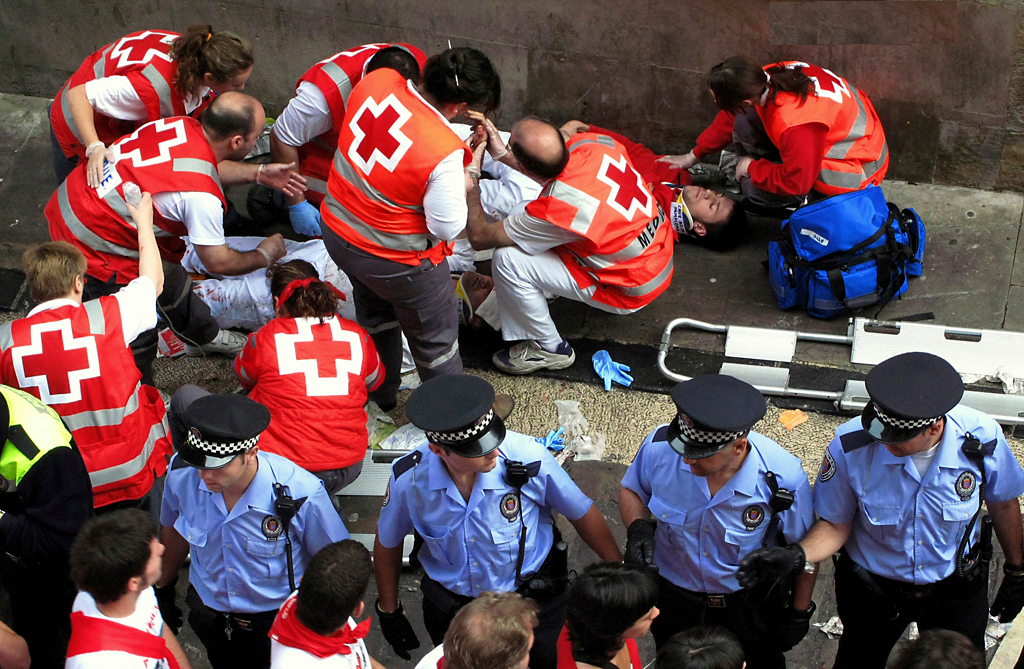
Es habitual, y necesaria, durante los Sanfermines la intervención de los voluntarios de Cruz Roja Navarra junto a la Policía Municipal de Pamplona.

### La enfermería de la plaza de toros y las asistencias
Son parte fundamental y esencial. Generalmente realizada por la Cruz Roja de Navarra, también participan otras unidades como DYA Navarra, Protección Civil, etc. La enfermería de la plaza de toros actúa como elemento vertebrador de esta asistencia al realizar en la mayoría de las ocasiones las primeras asistencias cuando se producen heridos de consideración que requieran de mayor atención de la prestada por los primeros auxilios. Durante los más de cien años de su existencia se ha ido consagrando como elemento primordial del acto siendo atendida por varios equipos profesionales que, en caso de necesidad, remiten, a su vez, a los pacientes hacia los centros hospitalarios necesarios.

### La seguridad
Durante las fiestas de sanfermines, de modo general, el cuerpo de la Policía Municipal de Pamplona trabaja intensamente; directamente recae sobre ellos (en 2024, unos 400 agentes) la responsabilidad del desarrollo del encierro (y de todas las fiestas, en general), pero en un segundo y tercer plano también están presentes otras fuerzas de seguridad como Policía Foral de Navarra (en 2024, unos 700 agentes), Guardia Civil de Navarra (en 2024, casi 700 agentes) y el Cuerpo Nacional de Policía (en 2024, unos 900 agentes).
Más aún, se suman efectivos de policía municipal de localidades de toda Navarra que, además de prestar una importante ayuda, desarrollan prácticas dentro del marco de la Escuela de Seguridad de Navarra. Normalmente, además, se instala el Centro de Coordinación (CECOP) en las dependencias de la policía municipal pamplonesa donde se presentan responsables de cada uno de los cuerpos de seguridad participantes.
En el caso de Navarra, según el mencionado Reglamento de Espectáculos Taurinos, la responsabilidad recae directamente sobre la policía Foral:

«La Policía Foral controlara la celebración de los espectáculos populares fuera de las plazas de toros.»
Reglamento de Espectáculos Taurinos, art. 88.2

Pero, como se indica el punto 3 del art. 88, existen salvedades (y Pamplona es un caso claro):

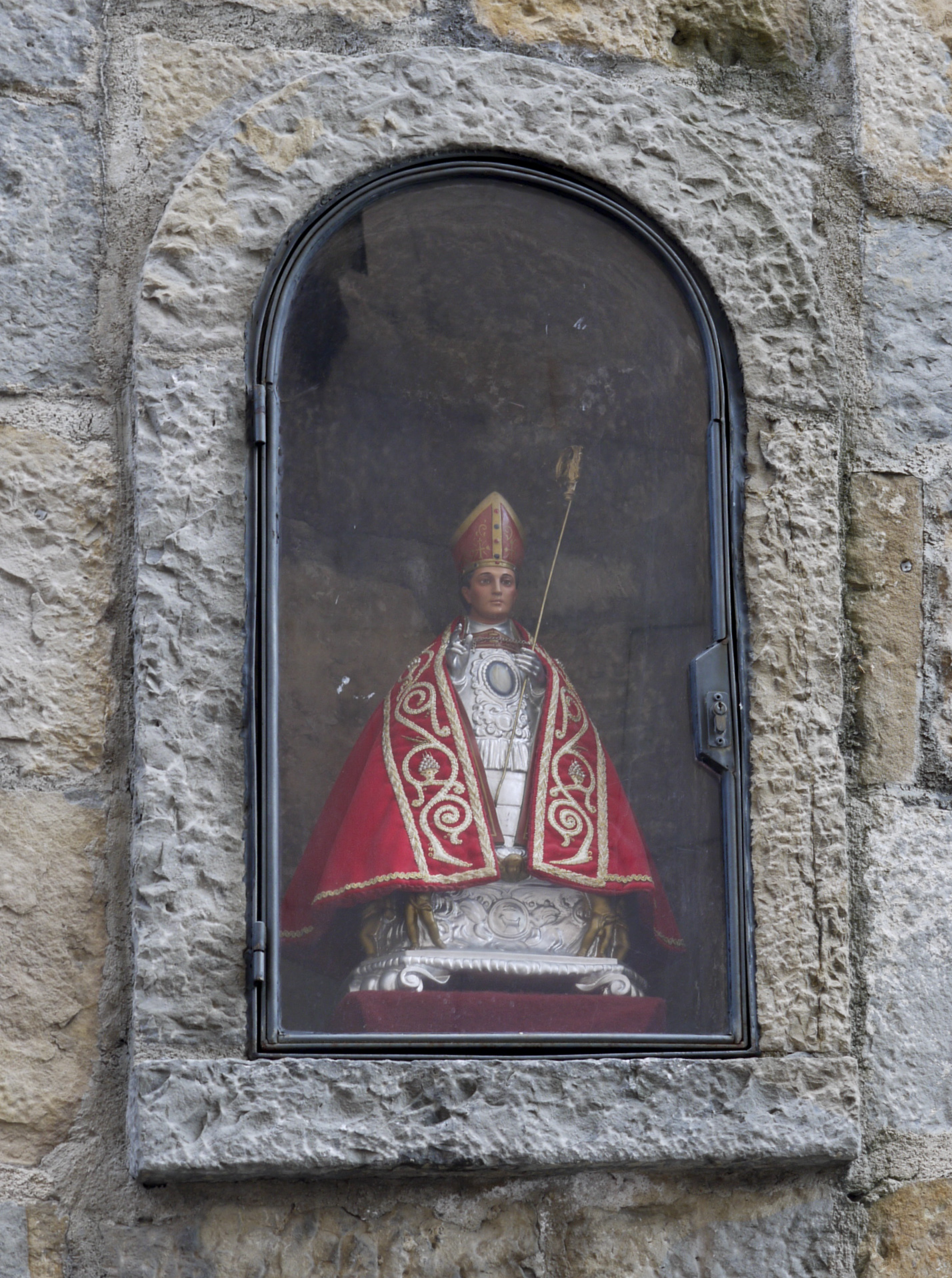
Hornacina de la Cuesta de Santo Domingo con una imagen del santo patrón, San Fermín, ante el cual se canta tres veces durante los cinco minutos anteriores al encierro.

«Cuando resulte necesario las funciones encomendadas a la Policía Foral en el apartado anterior podrán ser desempeñadas por los Cuerpos de Policía Local o Fuerzas y Cuerpos de Seguridad del Estado.»
Reglamento de Espectáculos Taurinos, art. 88.3

## Costumbres asociadas al encierro

### A San Fermín pedimos...
Desde los inicios de los años 60, por parte de unos mozos, se comienza, como parte del ritual previo al encierro, la costumbre de invocar tres veces la protección de San Fermín durante la carrera. Para ello se coloca una imagen del santo en una hornacina de la Cuesta de Santo Domingo ante la cual, cinco minutos antes del inicio del encierro, con un periódico enrollado, los corredores de la zona se agolpan y se inicia el cántico, a modo de plegaria, que dice:

A San Fermín pedimos

por ser nuestro patrón

nos guíe en el encierro

dándonos su bendición.

Aunque existe controversia, esta estrofa forma parte del himno de la Peña La Única compuesto por Manuel Turrillas y grabada en disco en 1956 por el grupo musical Los Iruña'ko en unos estudios musicales de San Sebastián. Con el transcurso de los años este rito previo se ha ido consolidando, la hornacina se adornaba con un tablón donde colgaban los pañuelos de las peñas sanfermineras de Pamplona y a la estrofa original en español se acompañaba una versión traducida al euskera. También la imagen se convirtió en fija y fue protegida mediante una puerta acristalada.